# Vrijwillige terugtred Eemskanaal
Het arrest Vrijwillige terugtred Eemskanaal is een arrest van de Nederlandse Hoge Raad
dat betrekking heeft op vrijwillige terugtred nadat reeds sprake is van een voltooide poging terwijl het beoogde misdrijf nog niet is voltooid.

## Casus
Verdachte sprong op 3 april 2004 met zijn zoontje van 5 maanden in het Eemskanaal en klom daarna met de baby weer uit het kanaal. Hij verklaarde: "We gingen wel kopje onder, maar het was ondiep en ik kon gewoon staan. Door de kou kwam ik weer goed bij en wist ik dat ik niet goed bezig was. Ik wilde hem naar het ziekenhuis brengen omdat hij nat en koud was en ben daarom richting Groningen gereden".
Kort daarna werd de verdachte aangehouden door agenten van politie, die in de auto de natte en koude baby in een deken gewikkeld aantroffen.

## Rechtsvraag
Is vrijwillige terugtred nog mogelijk wanneer reeds sprake is van een voltooide poging? (Ja.)

## Procesgang
Verdachte is door de rechtbank veroordeeld wegens poging tot moord en in hoger beroep door het gerechtshof ontslagen van alle rechtsvervolging (OVAR). Het hof oordeelde dat niet kan worden uitgesloten dat sprake was van vrijwillige terugtred in de zin van art. 46b Sr. Er was namelijk niet veel informatie over het voorval beschikbaar buiten hetgeen de verdachte zelf had verklaard. De advocaat-generaal bij het hof ging tegen het arrest in cassatie.

### Hoge Raad
De Hoge Raad overwoog:

3.5.2. Aan de klacht ligt de opvatting ten grondslag dat geen plaats kan zijn voor vrijwillige terugtred als bedoeld in art. 46b Sr, indien sprake is van een zogenoemde voltooide poging. Die opvatting is onjuist. Bij vrijwillige terugtred gaat het om het misdrijf waarop de gedragingen van de verdachte waren gericht (vgl. HR 5 december 2000, LJN AA8824). Het gaat niet erom of de verdachte vrijwillig is teruggetreden voordat sprake is van een strafbare poging, maar of hij is teruggetreden voordat sprake is van een voltooid misdrijf. In geval van een voltooide poging is derhalve vrijwillige terugtred in de zin van art. 46b Sr niet reeds in zijn algemeenheid uitgesloten. 
Of gedragingen van de verdachte toereikend zijn om de gevolgtrekking te wettigen dat het misdrijf niet is voltooid tengevolge van omstandigheden die van zijn wil onafhankelijk zijn, hangt - mede gelet op de aard van het misdrijf - af van de concrete omstandigheden van het geval. Daarbij verdient opmerking dat voor het aannemen van vrijwillige terugtred in geval van een voltooide poging veelal een zodanig optreden van de verdachte is vereist dat dit naar aard en tijdstip geschikt is het intreden van het gevolg te beletten. 
Gelet op het voorgaande geeft het in de overwegingen van het Hof besloten liggende oordeel dat in het onderhavige geval vrijwillige terugtred door de verdachte nog mogelijk was, ook al zouden de reeds door de verdachte verrichte gedragingen naar hun uiterlijke verschijningsvorm moeten worden aangemerkt als een voltooide poging tot moord, niet blijk van een onjuiste rechtsopvatting.
3.6.2. Vooropgesteld wordt dat van buiten komende factoren die mede ertoe hebben geleid dat het misdrijf niet is voltooid, niet aan vrijwillige terugtred in de weg behoeven te staan. (...)

## Conclusie
- Voltooide poging sluit vrijwillige terugtred niet uit. Vrijwillige terugtred is mogelijk zolang het voorgenomen misdrijf nog niet is voltooid.
- Van buiten komende factoren die ertoe hebben bijgedragen dat het misdrijf niet is voltooid, behoeven aan vrijwillige terugtred niet in de weg te staan.

## Trivia
- Aan de kant is het Eemskanaal plaatselijk nogal ondiep door steenstort, maar naar het midden heeft het 50 meter brede kanaal wel voldoende diepte voor beroepsscheepvaart.[1]